# Saguinus fuscicollis mura
Khỉ sóc đầu bông yên ngựa Mura (Danh pháp khoa học: Saguinus fuscicollis mura) là một phân loài của loài khỉ Saguinus fuscicollis trong họ Cebidae được phát hiện trong năm 2017, chúng được phát hiện là một phân loài khỉ mới sống ở sâu trong vùng rừng nhiệt đới Amazon, Brazil. Chúng được nhìn thấy phân loài khỉ này lần đầu tiên trong một cuộc thám hiểm được thực hiện vào năm 2007 tại bang Amazonas, tây bắc Brazil. 

## Đặc điểm
Chúng có quan hệ họ hàng với loài khỉ sóc đầu bông (Tamarin) và có đặc điểm dễ phân biệt là phần lưng rất giống yên ngựa (saddleback). Màu sắc cơ thể phân loài khỉ mới hầu như có màu đen và nâu sậm, đặc biệt có sọc vằn ở phần lưng. Nó có trọng lượng 213g, cao 24 cm trong khi phần đuôi dài tới 32 cm. Tuy vậy, hiện nay, các dự án mở đường cao tốc vắt ngang rừng Amazon, một đường ống dẫn khí đốt và hai đập thủy điện đang được triển khai xây dựng và nạn phá rừng bừa bãi đã ảnh hưởng nghiêm trọng tới cuộc sống của phân loài khỉ Saguinus fuscicollis mura. 